# Râul Varasău
Râul Varasău este un curs de apă, afluent al râului Valea Fânețelor. 